# Верхнее Махматово
Верхнее Махматово (мар. Макмат) — деревня в Новоторъяльском районе Республики Марий Эл. Входит в состав Староторъяльского сельского поселения.

## География
Находится в северо-восточной части республики Марий Эл на расстоянии приблизительно 11 км по прямой на юг-юго-запад от районного центра посёлка Новый Торъял.

## История
Известна с 1790 года, когда здесь числилось 9 домов. В 1884 году в деревне Верхнее Махматово в 1 доме проживали русские и в 17 домах — черемисы. В 1925 года в ней проживали 122 человека, в том числе 82 мари и 40 русских. В 1939 году в деревне насчитывалось 92 жителя. В 1970 году здесь числилось 82 человека, в 1988 году 69. В 1999 году числился 21 дом. В советское время работал колхоз имени Кирова.

## Население
Население составляло 84 человек (мари 96 %) в 2002 году, 70 в 2010.